# Urzigurumaš
Urzigurumaš (auch Urzigurumasch, Urzigurumas; Lesung unsicher, mUR-zi-U-maš oder Ur-ši-gu-ru-maš) war der 6. Herrscher der Kassitendynastie von Babylon nach der Königsliste A und der synchronistischen Königsliste. Er war der Vater von Agum-kakrime. Cassin nimmt an, dass die beiden nächsten Herrscher nach ihm, Ḫarba-Šipak oder Ḫurbazum und Tiptakzi (Šiptaʾulzi) seine Brüder waren, die als Regenten für seinen Sohn Agim-kakrime fungieren.